# Стойко Ангелов
Стойко (Стойче) Ангелов е български революционер, войвода на Вътрешната македоно-одринска революционна организация.

## Биография
Ангелов е роден в кратовското село Кетеново, тогава в Османската империя, днес в Северна Македония. Влиза във ВМОРО и става кратовски войвода на организацията.
При избухването на Балканската война в 1912 година е доброволец в Македоно-одринското опълчение. Служи в четите на Славчо Абазов и Тодор Александров. Носител е на бронзов медал.